# Habitatge al carrer Manlleu, 15 (Vic)
L'Habitatge al carrer Manlleu, 15 és una obra de Vic (Osona) inclosa a l'Inventari del Patrimoni Arquitectònic de Catalunya.

## Descripció
Edifici civil. Casa entre mitgera que consta de planta baixa, quatre pisos i coberta a dues vessants amb teula aràbiga. La part de la façana de la planta és revestida per carreus de pedra i s'hi obren dos portals, un de gran i l'altre de més petit que condueix a una escaleta. Els pisos tenen una gradació d'obertures segons l'alçada i en cada un d'ells s'hi obren balcons, als dos primers amb llindes d'arc escarser i els altres completament rectangulars. La façana és completament esgrafiada amb dibuixos geomètrics de color blanc i rogenc. L'estat de conservació és força bo, per bé que caldria una neteja a la pedra de la part baixa.

## Història
Situada a l'antic camí itinerant que arribava a la ciutat i que va començar a créixer al segle xii. Al segle xiii va creixent el raval del carrer de Manlleu i al segle xiv es comença a construir el convent de les clarisses entre aquest carrer i el de Santa Joaquima. Al segle xvi comença a construir-se Santa Clara la Nova i al segle xvii s'hi instal·len els carmelitans descalços (a l'actual Sant Miquel). A partir d'aquest segle es comencen a construir els eixamples de la ciutat i es refà el barri de Santa Eulàlia entre els carrer de Manlleu i els dels caputxins. Al segle xviii desapareix el portal d'aquest carrer. Al segle xix finalment acaba amb l'eixample de l'horta d'en Xandri entre aquest carrer i el Gurb.